# Emil Müller (matematico)
Emil Müller (Lanškroun, 22 aprile 1861 – Vienna, 1º settembre 1927) è stato un matematico austriaco.
Insieme a Ludwig Boltzmann e Gustav von Escherich, fu uno dei tre membri fondatori dell'Österreichische Mathematische Gesellschaft (Società austriaca di Matematica).

## Biografia
Studiò matematica e fisica all'Università di Vienna e all'Università tecnica locale. Nel 1899 conseguì l'abilitazione alla docenza all'Università di Königsberg, dopo aver lì discusso un anno prima la dissertazione di dottorato intitolata Die Geometrie orientierter Kugeln nach Grassmann’schen Methoden, con la supervisione di Wilhelm Franz Meyer.
Dal 1902 fu professore di geometria descrittiva all'Università tecnica di Vienna, nella quale fondò una scuola relativa a tale disciplina. Dal 1912 al 1913 ricoprì le cariche di decano e di presidente dell'ateneo.
Dopo aver fondato l'Österreichische Mathematische Gesellschaft, nel 1904 fu invitato in qualità di relatore al Congresso internazionale dei matematici svoltosi a Heidelberg.

Fu un membro dell'Accademia austriaca delle scienze e dell'Accademia Cesarea Leopoldina.